# Caatinga

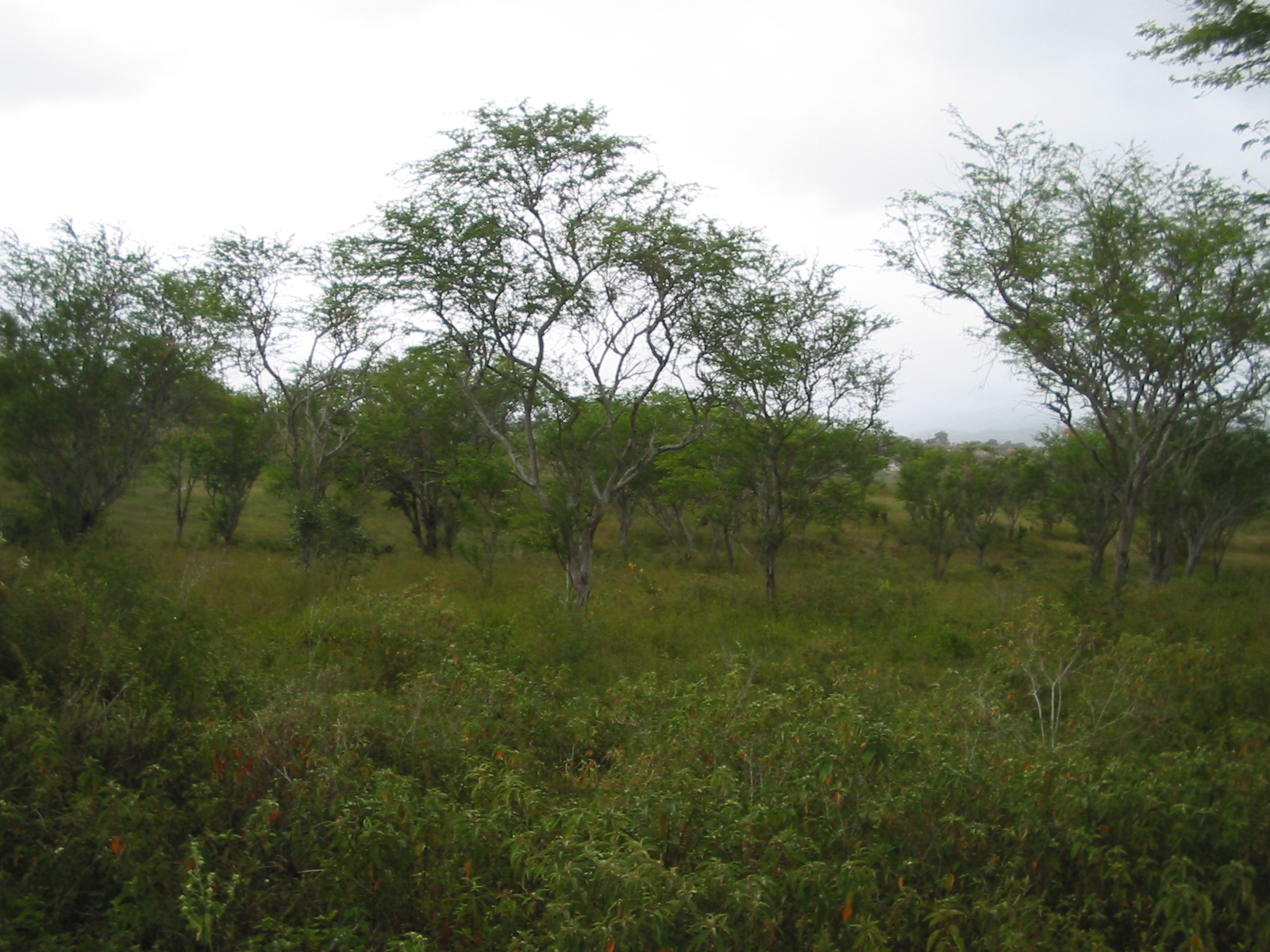
Caatingalandskap

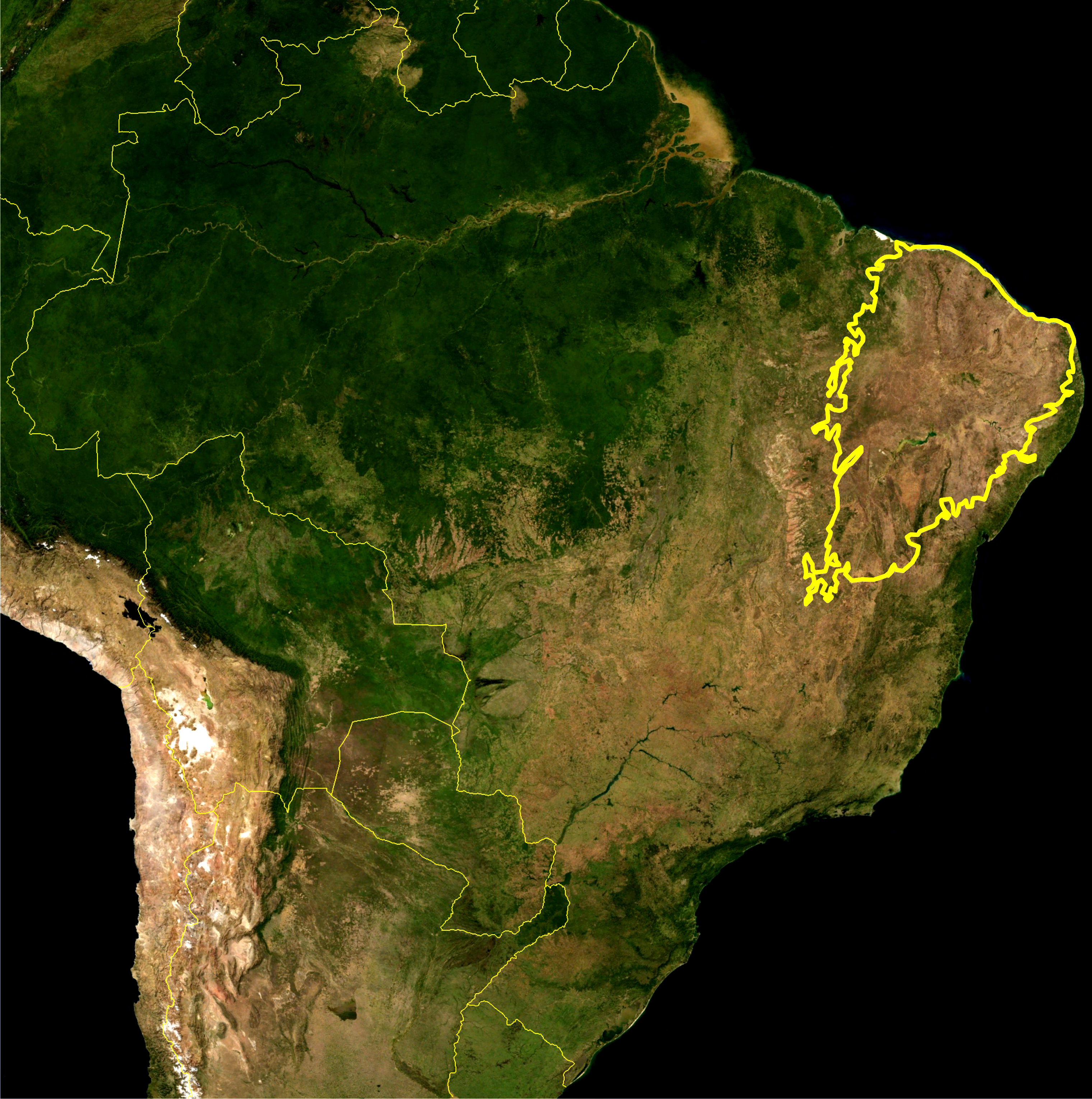
Caatinga-biomets utsträckning, så som det definieras av IBAMA. Satellitfoto NASA

Caatinga (brasiliansk portugisiska: [kaɐˈtʃĩɡɐ eller kaaˈtĩɡɐ], från tupi: caa (döda) + tinga (vit) = vit skog) är en unik ekoregion som endast finns i nordöstra Brasilien, vilket innebär att mycket av dess biologiska arv inte finns någon annanstans på planeten. Namnet härrör från det landskap som uppstår under den torra årstiden då de flesta av växterna förlorar sina blad och stjälkar och allt blir vitaktigt och torrt. Caatinga upptar en yta av cirka 850 000 km², det vill säga cirka 10 % av landet, och består av en kontinuerlig och sammanhängande del av delstaterna Maranhão, Piauí, Ceará, Rio Grande do Norte, Paraíba, Pernambuco, Alagoas, Sergipe, Bahia (region Nordöstra Brasilien) och den norra delen av Minas Gerais (region Sydöstra Brasilien).
Denna ekoregion är det mest sårbara av de brasilianska biomen. Överutnyttjandet av dessa marker och naturresurser under hundratals år har gett en bild av en fattig, torr plats, vilket gör att caatingen verkar mycket förfallen. Dock har senare forskning visat att det finns särskilda rikedomar i biomen i form av biologisk mångfald och karakteristiska fenomen.